# Melipona crinita
Melipona crinita là một loài Hymenoptera trong họ Apidae. Loài này được Moure & Kerr mô tả khoa học năm 1950.